# Magnum opus
Magnum opus или Opus magnum (на латински: „велико дело“) е израз, отнасящ се до най-добрата или най-известната творба на даден автор, художник или композитор. Например „Тютюн“ е magnum opus на Димитър Димов; „Дон Кихот“ на Мигел де Сервантес; „Пръстенът на Нибелунгите“ на Рихард Вагнер; „Мона Лиза“ на Леонардо да Винчи. Терминът може да бъде отнесен и към лично произведение-шедьовър на автора.
Фразата също има и значение на Философски камък в алхимията.

## В алхимията
Magnum opus е термин, който идва от Средновековната европейска алхимия за успешно превръщане на материята в злато или с други думи —създаването на философски камък. Също се използва като метафора за духовното превръщане в херметизма.